# Point-Katze

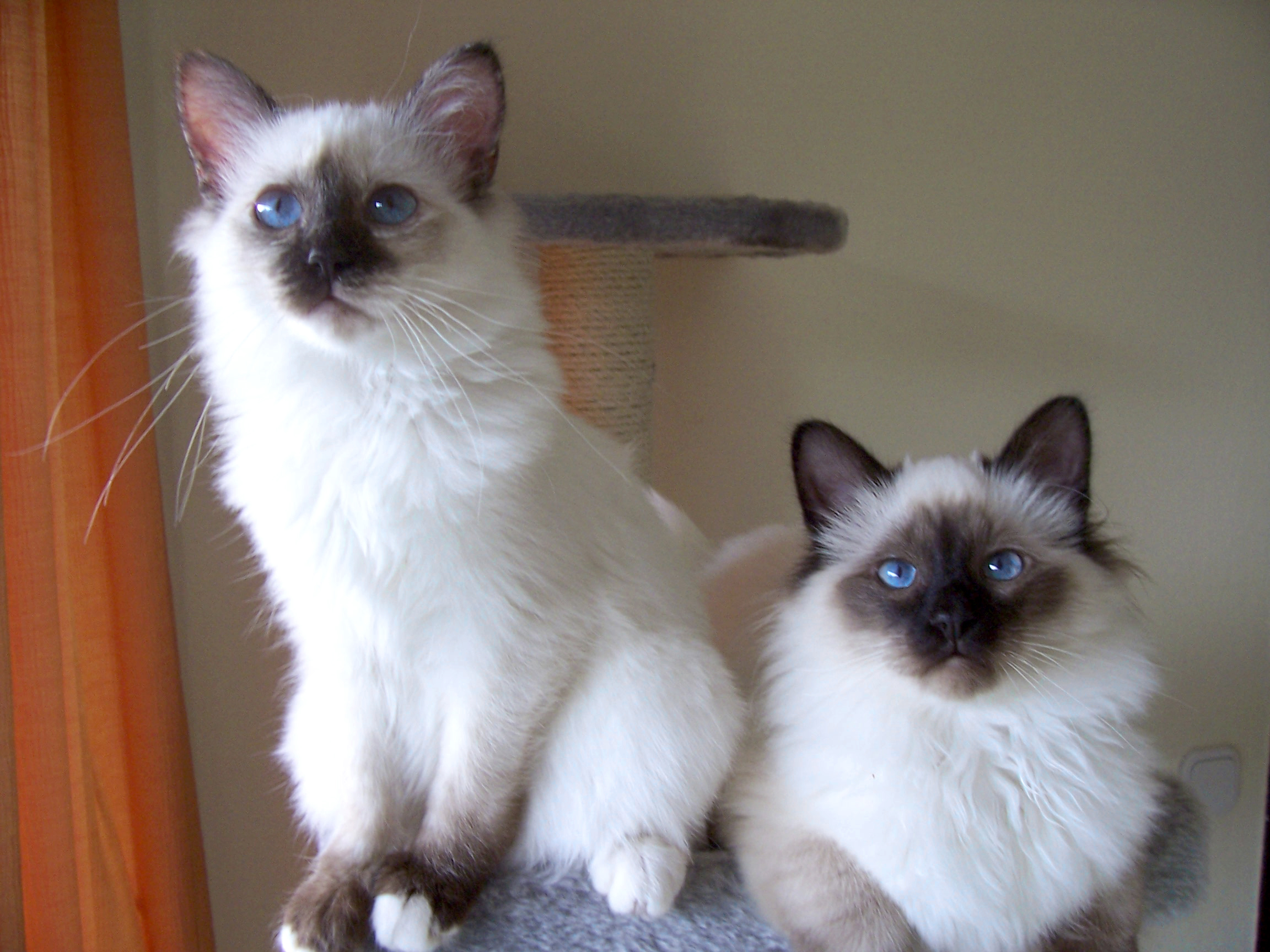
Birma-Katze und -Kater, 6 Monate alt

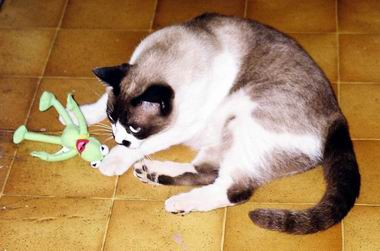
Pointzeichnung mit Weißscheckung kombiniert

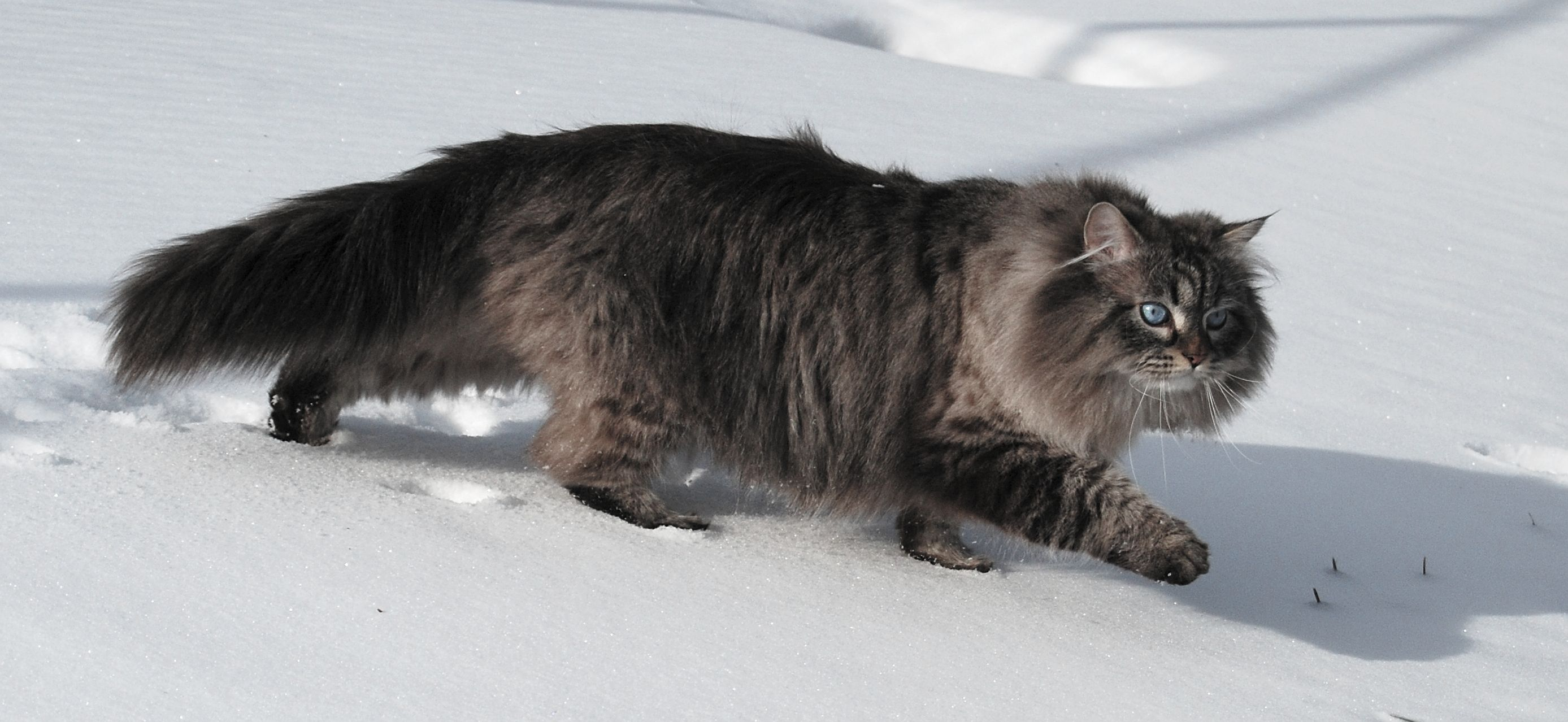
Pointkatzen können mit zunehmendem Alter stark nachdunkeln, besonders bei viel Auslauf in kalter Umgebung. Bei diesem Neva-Masquarade-Kater verraten nur noch die blauen Augen und der aufgehellte Kragen, dass er eine Pointkatze ist

Point-Katzen sind Katzen, deren Körperfell aufgehellt ist, während die kühleren Regionen, die sogenannten Points, wie Gesicht, Ohren, Beine, Schwanz und Hodensack dunkler gefärbt sind. Die Farbe der Points richtet sich nach der genetischen Grundfarbe der Katze.

## Ursache
Ursache für die Entfärbung des Körperfells ist eine Mutation, die zu einem Teilalbinismus führt, bedingt durch die mangelhafte Funktion des Enzyms Tyrosinase, das für die Produktion des Pigmentgrundstoffes Melanin notwendig ist. Verantwortlich für die Pointfärbung ist also eine erbliche Stoffwechselstörung. Bei dieser Form des Albinismus mit temperatursensitiver Restaktivität ist die Tyrosinase schon durch die normale Körpertemperatur nicht funktionsfähig, daher färben sich nur die kühleren Körperteile wie Extremitäten, Schwanz, Ohren und Nase allmählich dunkel, während das Fell nahe dem wärmeren Körperkern heller bleibt (Akromelanismus). Point-Katzen sind also Tiere mit Albinismus, deren Melaninproduktion aber nicht gänzlich abgeschaltet ist (siehe auch Genetischer Hintergrund). In der Katzenzucht bezeichnet man dies umgangssprachlich als das sogenannte Colouration-Gen, auch Point-Gen, Pointfaktor genannt.
Pointkatzen werden grundsätzlich nahezu weiß geboren, da es in der Gebärmutter so warm ist, dass kein Melanin gebildet werden kann. Im Laufe der ersten Lebenswochen an der kühleren Luft bilden sich dann die Points, das Fell dunkelt nach. Dieser Nachdunklungsprozess hält das ganze Leben an und erstreckt sich dann auch auf das Körperfell. Alte Pointkatzen können daher recht dunkel sein, bleiben jedoch als Pointkatze erkennbar.
Dass die Entfärbung tatsächlich etwas mit der Außentemperatur zu tun hat, zeigt sich auch darin, dass Pointkatzen, die in warmen Ländern gehalten werden, weniger stark nachdunkeln als solche, die in einer kühleren Umgebung leben. Wird eine Pfote teilgeschoren, z. B. für eine Blutabnahme, und anschließend unter einen Verband genommen, so wachsen die Haare an der dunklen Pfote im geschorenen Bereich hell nach, weil die Temperatur unter dem Verband erhöht ist.

## Weitere Auswirkungen des Teilalbinismus
Von der mangelhaften Melaninproduktion sind unter anderem auch die Pigmente in der Iris sowie andere Strukturen des Auges betroffen. Dies trifft in erster Linie auf Katzen mit dem Siamfaktor zu (siehe: Genetische Varianten). Diese Katzen haben immer blaue Augen. Strabismus, das Schielen, und Nystagmus, Augenzittern kommt bei allen Point-Katzen sehr häufig vor, stellt aber, anders als bei normal gefärbten Katzen, bei ihnen keine eigenständigen Erbkrankheiten mit eigenem Erbgang dar, sondern sind weitere Auswirkungen des Albinismus: Okulokutaner Albinismus Typ 1. Besonders zu betonen ist, dass, anders als bei vollfarbigen Tieren, bei denen Nystagmus vornehmlich als Symptom einer neurologischen Störung und Hirnschäden zu beobachten ist, Nystagmus bei Pointkatzen mit derartigen Erkrankungen nichts zu tun hat. Pointkatzen mit Nystagmus oder Schielen sind also ansonsten gesund. Wegen des ursächlichen Zusammenhangs zwischen erwünschter Point-Färbung und unerwünschten Sehfehlern sind der züchterischen Beeinflussbarkeit Grenzen gesetzt. Der Teilalbinismus der Point-Katzen findet Erwähnung im Gutachten zur Auslegung von 5 11 b des Tierschutzgesetzes. Da Melanin auch an der Ausbildung der katzentypischen Reflexionsschicht im Augenhintergrund beteiligt ist, ist diese Reflexionsschicht (Tapetum Lucidum) bei Pointkatzen weniger stark reflektierend, worunter die Nachtsichtigkeit leidet.
Obwohl Pointkatzen oft auch Probleme beim Fixieren haben und wahrscheinlich ein beeinträchtigtes binokulares Sehen aufweisen, ist ihre Jagdfähigkeit dadurch nicht wesentlich beeinträchtigt. Lediglich kann beobachtet werden, dass sich die bevorzugten Jagdzeiten von der Nacht mehr in die frühe Dämmerung verschieben.
Auch die beiden Katzen auf dem Beispielfoto oben rechts zeigen ein leichtes Einwärtsschielen.

## Genetische Varianten
Bei Katzen gibt es zwei genetisch unterschiedlich Varianten, bezeichnet mit cs oder cb. cs steht für Siamfaktor, cb für Burmafaktor. Einer der wenigen intermediären Erbgänge in der Farbgenetik der Katzen (cs cb) sorgt für eine weitere Variante, die Tonkanesen. Im allgemeinen Sprachgebrauch wird aber gewöhnlich der Pointfaktor mit dem Siamfaktor gleichgesetzt.
Katzen, die auf dem Gen cs reinerbig sind (Siamesen und ihre Abkömmlinge), haben immer blaue Augen.
Katzen, die auf dem Gen cb reinerbig sind (Burmesen und deren Abkömmlinge), haben dagegen gelbe Augen. Point-Katzen, die den intermediären Erbgang cb cs aufweisen (Tonkanesen und deren Abkömmlinge), haben grün-blaue bis blau-grüne Augen. Auch bei der Rasse der Bengalkatzen tritt diese Farbgebung (cb cs) auf; sie heißt dort seal mink.

## Rassen
Bekannte Rassebeispiele mit dem Siamfaktor sind die schon genannte Siamkatze (kurzhaarig), Heilige Birmakatze (halblanghaarig) und Perser-Colourpoint (auch Himalayan, langhaarig), Ragdoll-Katze und die Neva Masquarade als Farbvariante der Sibirischen Katze.
Burmakatze (Burmafaktor) und Tonkanese als Hybridform sind bei uns weniger bekannt.
Auch die sogenannten Snowbengalen sind genetisch Pointkatzen.

## Point-Farben
Im Prinzip kann jede Fellfarbe auch als Point-Farbe vorkommen, sowohl die verschiedenen Varianten von Schwarz als auch Rot und deren Verdünnung blue und creme, sowie die Varianten chocolade und cinnamon nebst deren Verdünnung lilac und fawn. Selbst golden und silver sind möglich. Nicht alle Farbvarianten sind aber bei jeder Rasse erlaubt. Die klassische Siamfarbe heißt Seal-Point und leitet sich von Schwarz ab. Von Rot leitet sich Flame-Point ab, manchmal auch red-point genannt. Bei den anderen Farben wird der Name der Farbe mit dem Wort Point kombiniert (z. B. Chocolate Point oder Blue Point). Point-Katzen können einfarbig sein oder Tabby-Muster aufweisen, in den USA werden Tabby-Point-Katzen als Lynx Point bezeichnet. Weißscheckung ist bei vielen Rassen mit Point-Zeichnung unerwünscht und vom Standard ausgeschlossen. Bei der Siamkatze trägt die „Siam mit weiß“ den Namen Seychellois. Bei anderen Rassen, wie der Neva Masquarade, gibt es im Standard keine Festlegungen zum Weißanteil. Auf alle Fälle aber sehen viele Richter es nicht gern, wenn ein hoher Weißanteil die Points zerstört. Bei der Heiligen Birma dagegen gehören in Größe und Form genau definierte weiße Handschuhe zum Rassestandard. Auch bei der Ragdoll gehört ein in Größe und Verteilung festgeschriebener Weißanteil zum Standard.

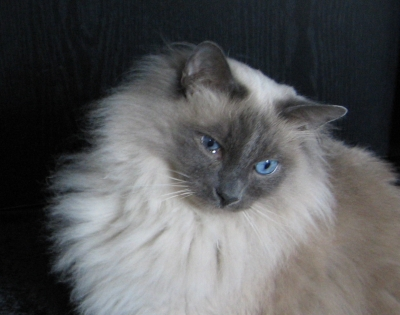
Blue Point Neva Masquarade
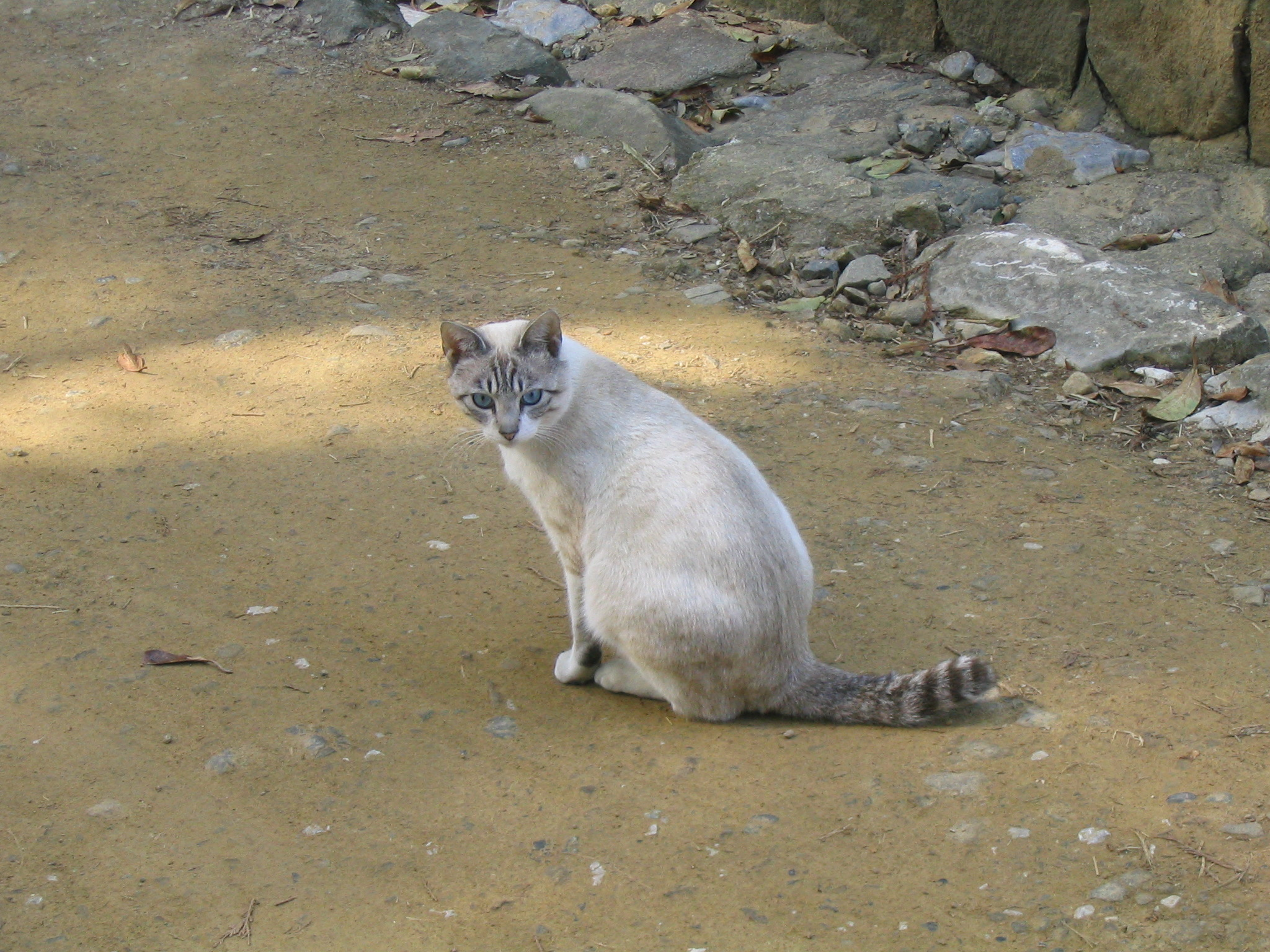
Straßenkatze mit Tabby-Pointzeichnung
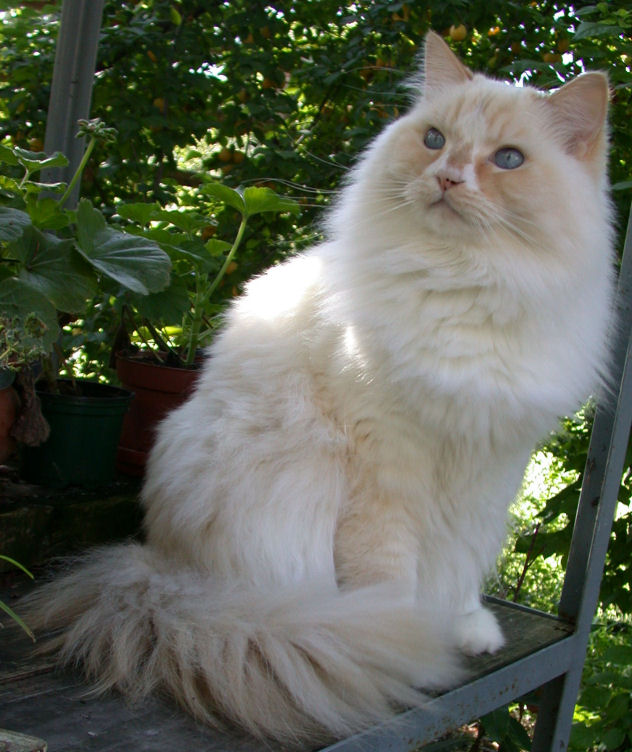
Pointzeichnung mit roter Farbe: Flamepoint
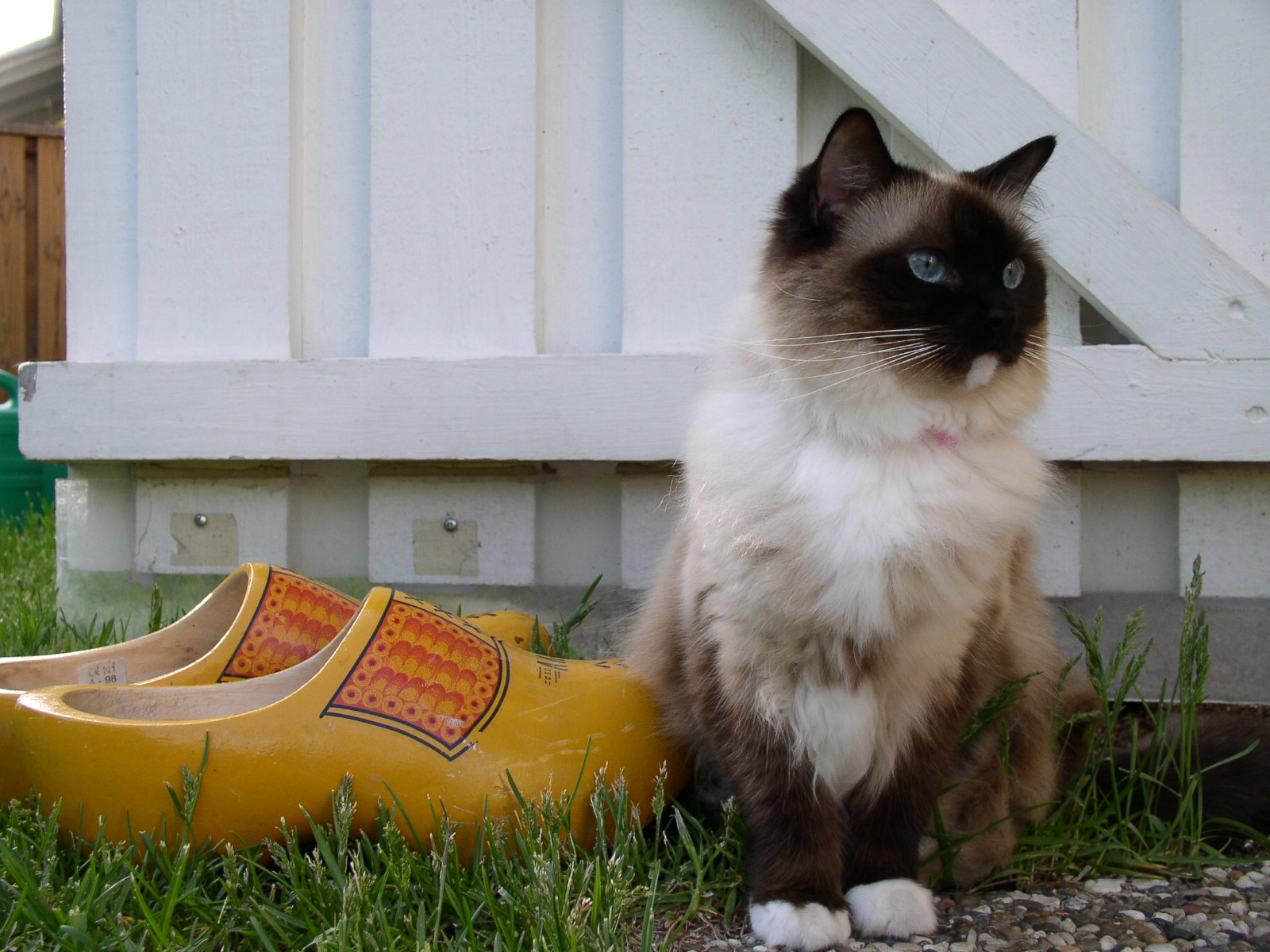
Ragdoll-Katze: Sealpoint mit weißen Flecken
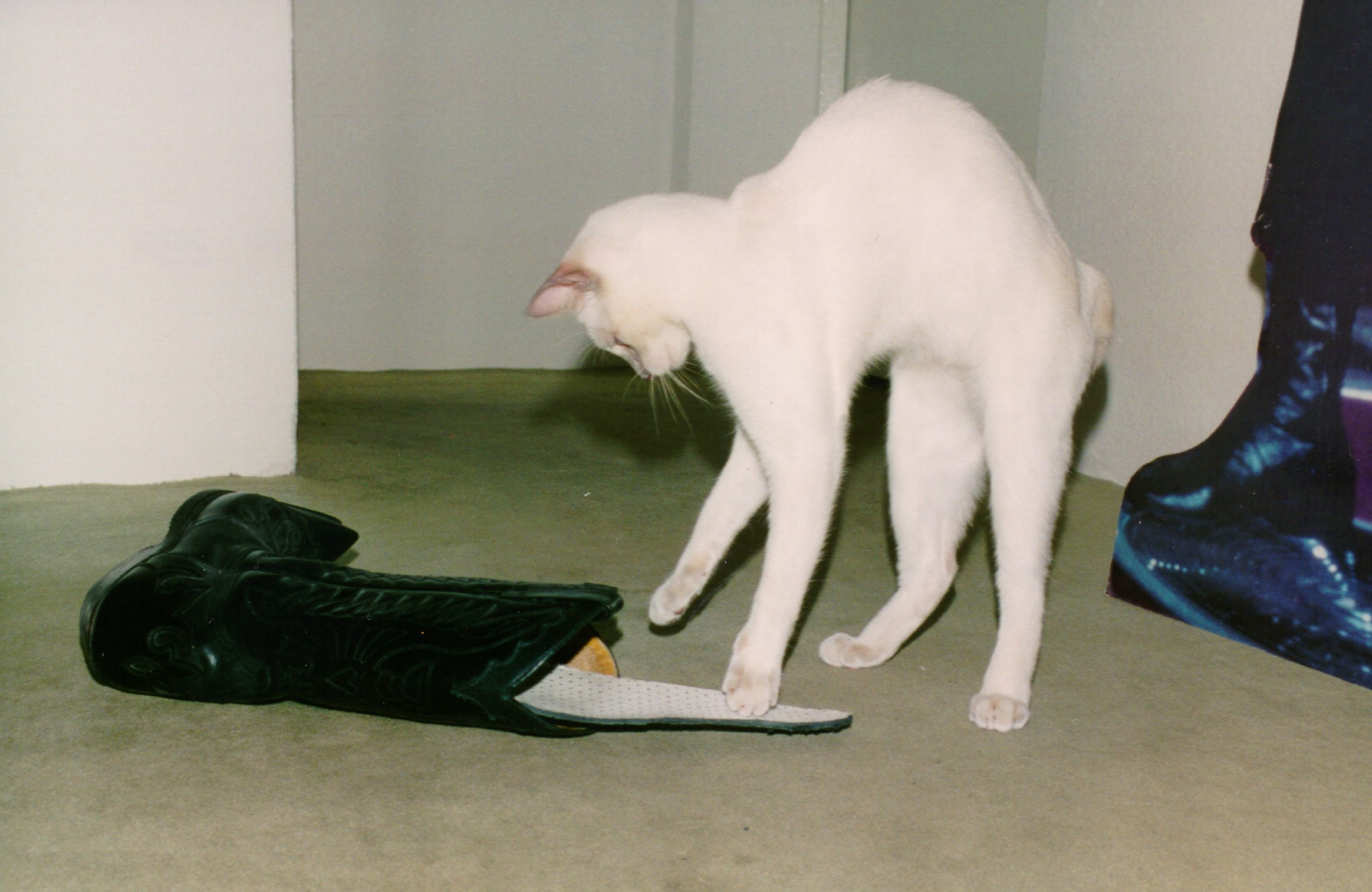
Siamkatze, Lilac-Point (Flecken braun, durch Dilute-Gen aufgehellt)
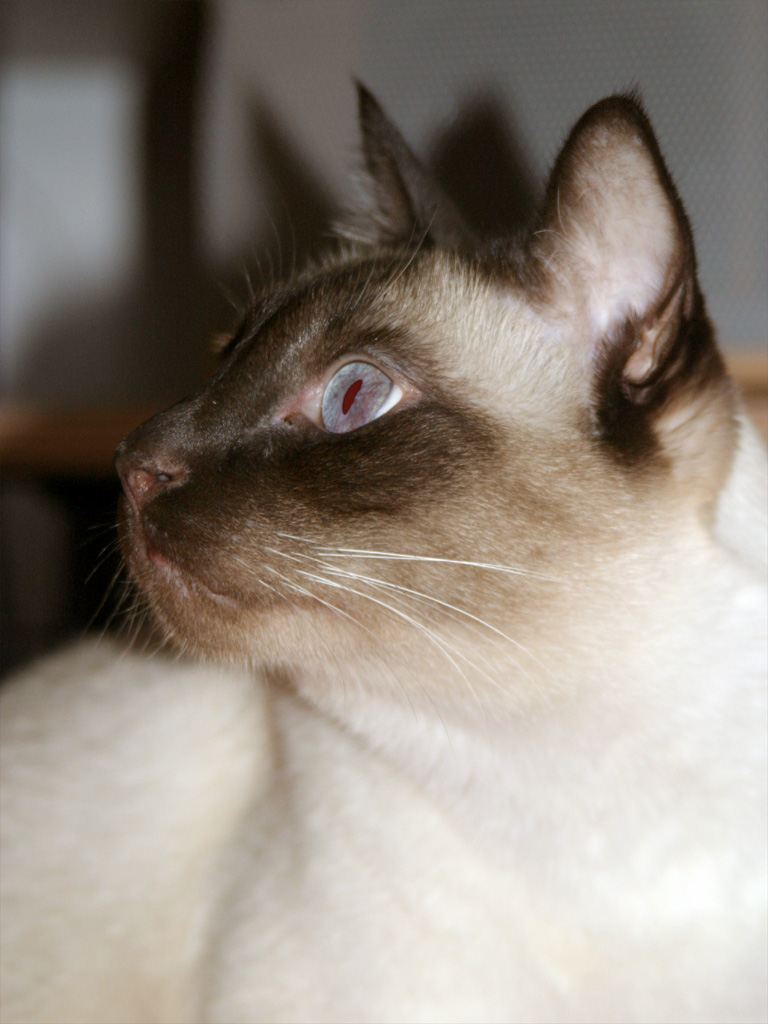
Siamkatze, Chocolate-Point (Flecken braun)
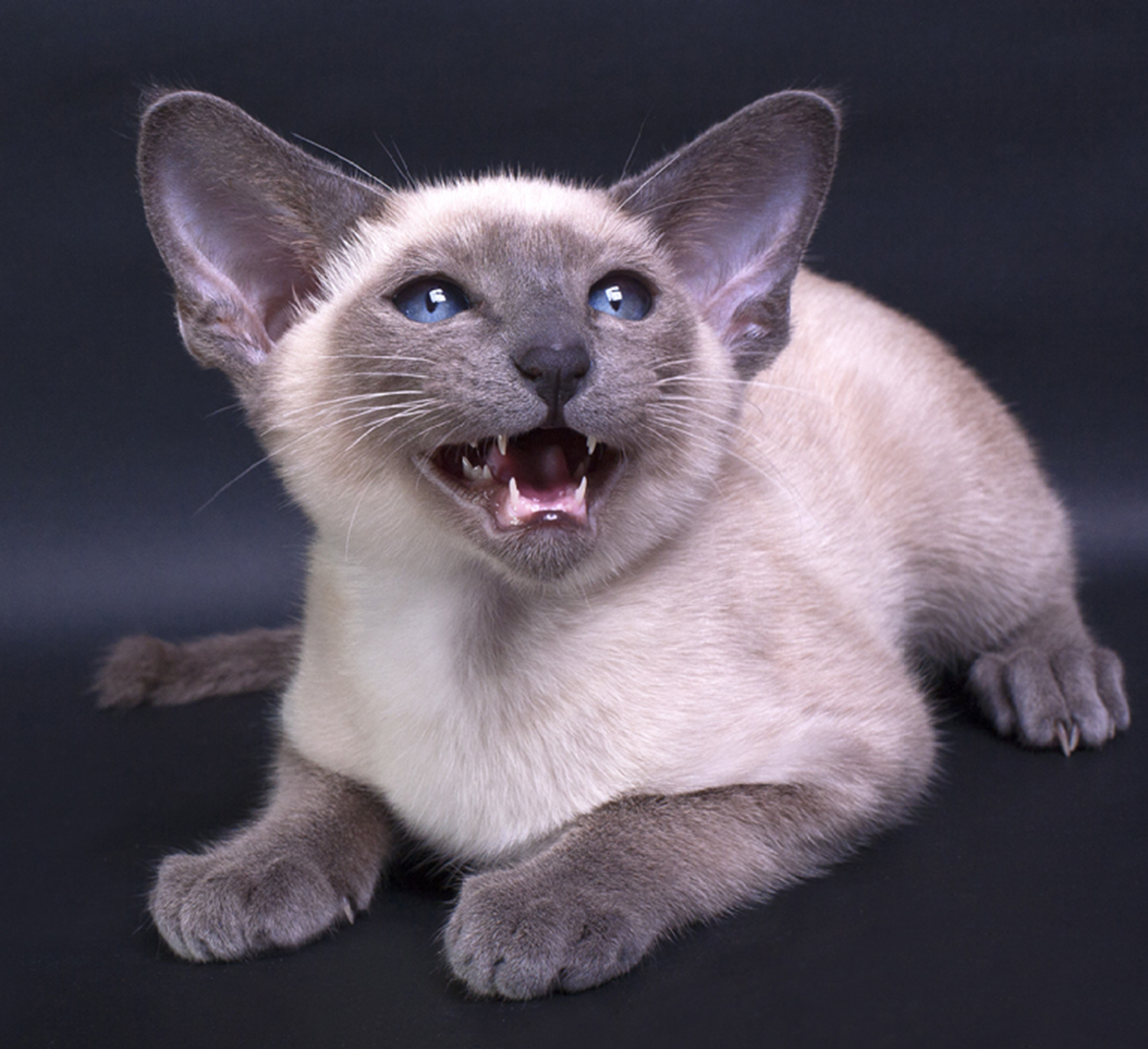
Siamkatze Blue Point
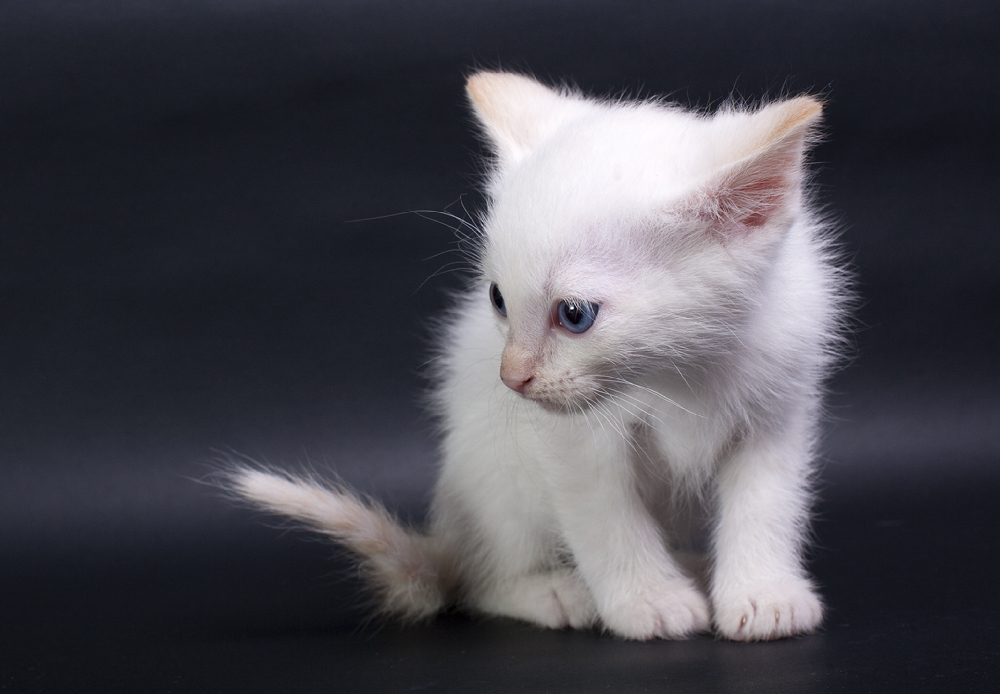
Siamkätzchen 4 Wochen alt (Lynx Point)

## Genetischer Hintergrund
Für die Ausbildung der Point-Färbung ist eine Form des Albinismus der Untergruppe OCA 1B verantwortlich. OCA 1B beruht auf Mutationen im Tyrosinase-Gen, die einen Enzymdefekt mit restlicher Tyrosinase-Aktivität hervorruft. Die Produktion von Pigment ist also nicht gänzlich blockiert, sondern es kann etwas Pigment durch die Restfunktion gebildet werden. Genauer haben wir es bei der Point-Färbung der Katze mit der Untergruppe OCA 1B TS = Temperatur-Sensitiver OCA 1B zu tun. Dabei ist die Aktivität des Enzyms Tyrosynase, das zur Melaninsynthese nötig ist, temperaturabhängig.
Vergleichbare Mutationen gibt es beim Menschen, beim Rind (White Park Cattle) und bei vielen Nagetieren.
Die Mutation wird rezessiv vererbt. Das bedeutet, dass beide Eltern Träger der Mutation sein müssen, damit die Mutation wirksam wird. Point-Katzen sind also immer reinerbig für die Mutation und haben daher ausschließlich pointfarbenen Nachwuchs. Sind beide Eltern lediglich Träger, so treten bei den Nachkommen Pointkatzen, normalfarbige Träger sowie Tiere frei von dieser Mutation im Verhältnis von 25 % zu 50 % zu 25 % auf.

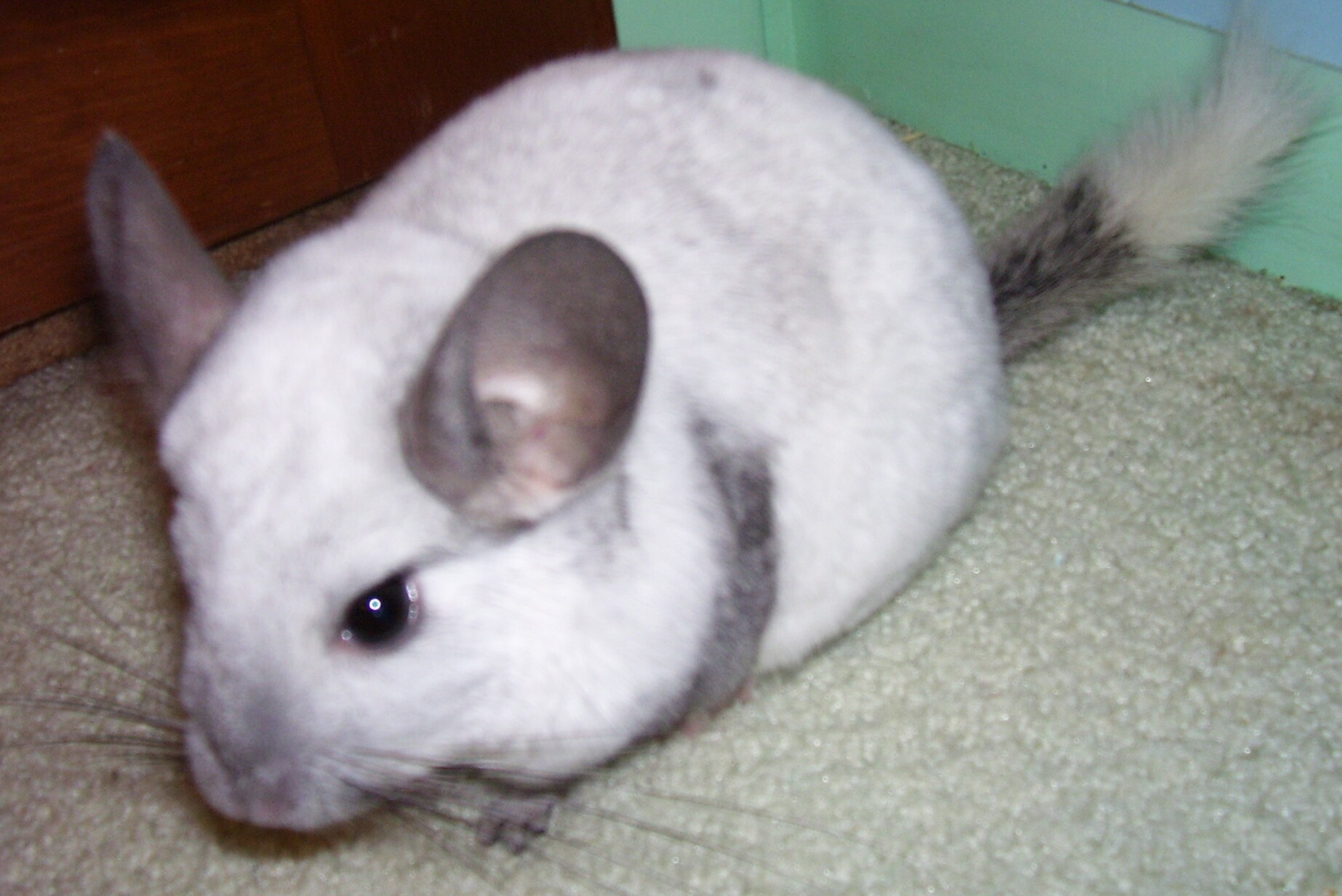
Chinchilla mit Colorpointzeichnung
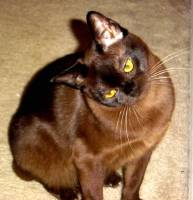
Burma-Katze mit Grundfarbe schwarz und dem Allel cb
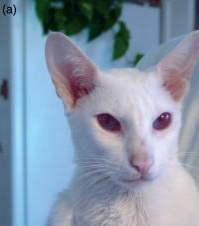
Vollständiger Albinismus bei einer Katze (Allel c)
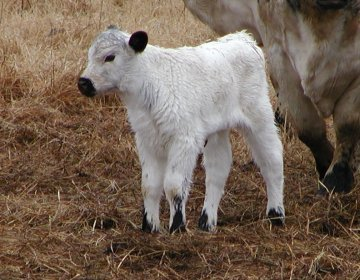
White Park Cattle